# 4020 Dominique
4020 Dominique este un asteroid din centura principală, descoperit pe 1 martie 1981 de Schelte Bus.